# Dorcadion mokrzeckii
Dorcadion mokrzeckii är en skalbaggsart som beskrevs av Jakovlev 1900. Dorcadion mokrzeckii ingår i släktet Dorcadion och familjen långhorningar. Inga underarter finns listade i Catalogue of Life.